# Afro-francesos
Afro-francesos o afro-caribenys francesos és un terme que s'ha utilitzat per a referir-se als francesos que tenen ascendència negroafricana o afrocaribenca. Aquests són entre 3 i 4 milions de persones, que viuen a la França Metropolitana i a la d'ultramar. Són entre el 4 i 6% del total de la població de França. En aquest grup humà hi ha tant els nascuts a França com els immigrants africans i caribencs i els seus fills. Parlen francès, idiomes africans i francès crioll. També parlen àrab i crioll portuguès. Les seves religions majoritàries són l'islam i el cristianisme.

## Població

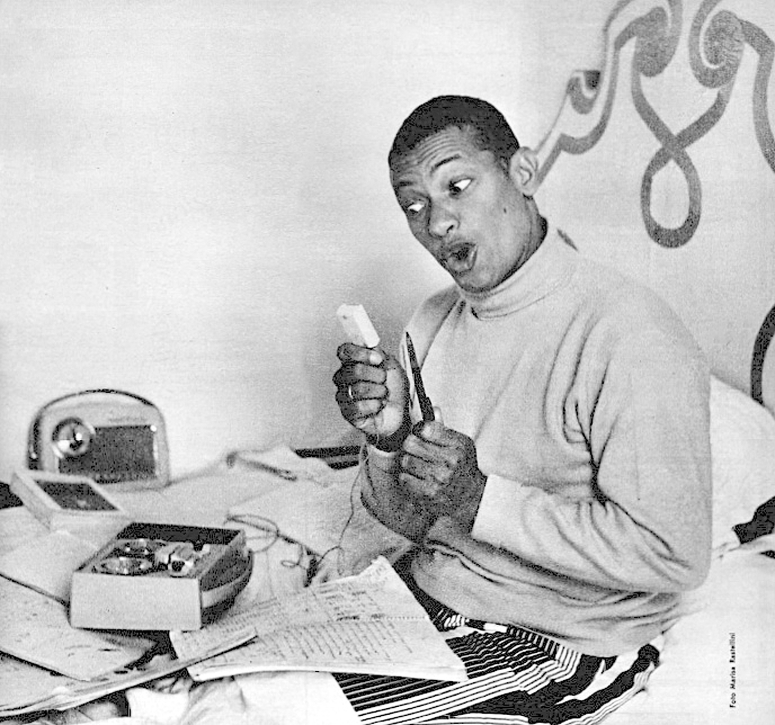
Henri Salvador

La major part de la població afro-francesa prové de l'Àfrica Occidental, seguida per altres zones subsaharianes i de les illes del Carib.

## Visibilitat
Durant molts anys, els immigrants africans eren sobretot descendents de caribenys. Primer les seves contribucions a la cultura europea no eren gaire visibles. Però, de la dècada de 1980 ençà, els afro-francesos triomfen o es fan veure en dominis com l'entreteniment, l'esport, la política i el periodisme.

## Afro-francesos notables
- Thierry Henry, futbolista.

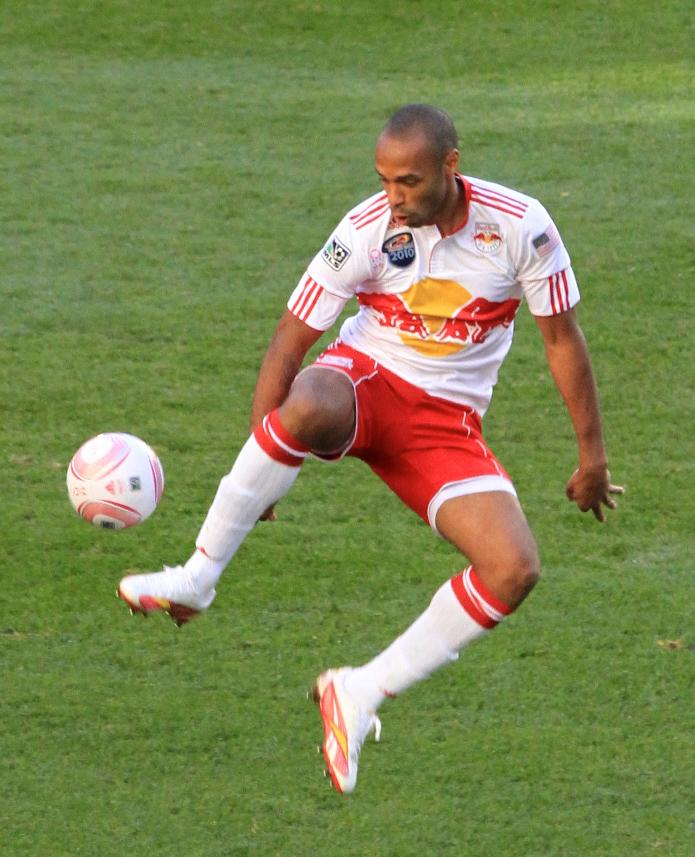
Thierry Henry

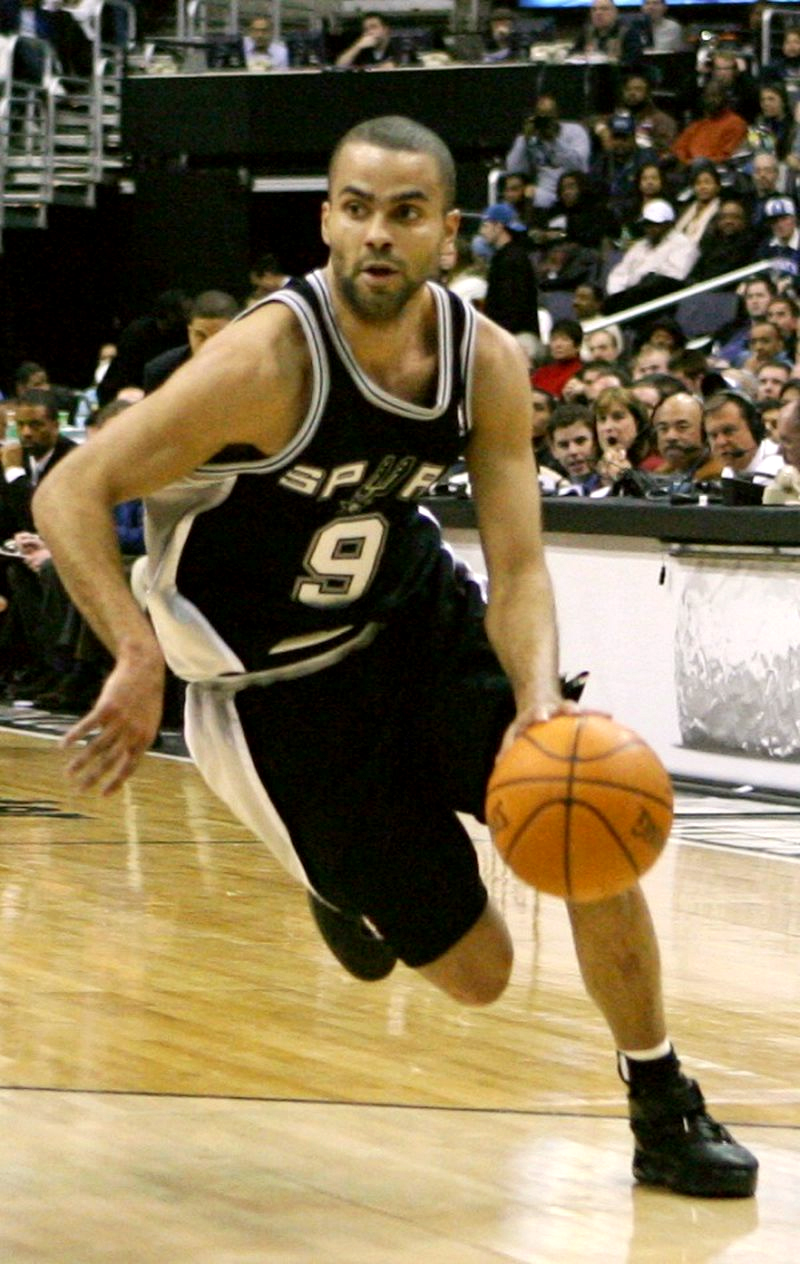
Tony Parker

- Christiane Taubira, política, de la Guaiana Francesa.
- Mickaël Piétrus, jugador de bàsquet, de l'Guadalupe
- Jo-Wilfried Tsonga, tenista.
- Rama Yade, política.
- Joseph Bologne de Saint-George, músic i home d'armes del segle xviii, conegut com el Mozart negre. Autor d'òperes i ballets.
- Patrick Vieira, futbolista.
- Marie-José Pérec, atleta.
- Lilian Thuram, futbolista.
- Aïssa Maïga, actriu.
- Henri Salvador, cantant.
- Joey Starr, cantant de rap.
- Kery James, cantant de rap.
- MC Solaar, cantant de hip hop.
- Noemie Lenoir, maniquí i actriu.
- Marcel Desailly, futbolista.
- Tony Parker, basquetbolista.
- Harry Roselmack, periodista.
- Booba, cantant de rap.
- Doc Gynéco, cantant de hip hop.
- Yannick Noah, tenista i cantant de pop-soul.
- Audrey Pulvar, periodista.
- Gaël Monfils, tenista.